# Masse linéique de Planck
La masse linéique de Planck ou compacité de Planck est le rapport de la masse de Planck à la longueur de Planck.
Cette masse linéique ou compacité constitue une limite minimale importante de la taille qu'un système physique peut avoir, compte tenu de sa masse. L'atteinte de cette taille minimale correspond au point où le système forme un trou noir de Schwarzschild.
Cette limite traduit une limite imposée par la relativité générale à la modélisation de la mécanique newtonienne : lorsqu'une modélisation d'un système physique conduit mathématiquement à une taille inférieure, le système évolue en réalité derrière un horizon de cette taille, et est donc physiquement inobservable.

## Définition
La masse linéique de Planck a la dimension d'une masse divisée par une longueur (ML-1). Elle s'obtient en fonction des constantes fondamentales par :
{\displaystyle \lambda ={\frac {m_{p}}{l_{p}}}={\frac {c^{2}}{G}}}
Où :
- c est la vitesse de la lumière dans le vide ;
- G est la constante gravitationnelle ;
- mP est la masse de Planck ;
- lP est la longueur de Planck.

Sa valeur dans le système international d'unités est 1,346 64 × 1027 kg m−1

## Masse linéique de Planck et relativité générale
La masse linéique de Planck n'est dérivée que de la constante de gravitation universelle de Newton et de la vitesse de la lumière, qui sont constantes dans le temps partout dans l’espace. Elle caractérise donc une propriété de l'espace-temps.
Elle fait partie des quatre unités de Planck qui se présentent comme des limites maximum en relativité générale, atteignable uniquement à l'horizon d'un trou noir :  la masse linéique de Planck ({\displaystyle c^{2}/G}), le débit massique de Planck ({\displaystyle c^{3}/G}), la force de Planck ({\displaystyle c^{4}/G}) et la puissance de Planck ({\displaystyle c^{5}/G}).

## Rayon de Schwarzschild
En physique et en astronomie, le rayon de Schwarzschild est le rayon de l'horizon d'un trou noir de Schwarzschild, lequel est un trou noir dont la charge électrique et le moment cinétique sont nuls. On montre qu'un tel trou noir a un rayon de :
{\displaystyle R_{s}={\frac {GM}{c^{2}}}}
On a donc, pour un trou noir de Schwarzschild :
{\displaystyle {\frac {M}{R_{s}}}={\frac {c^{2}}{G}}}
Autrement dit, le rapport entre la masse et le rayon d'un trou noir de Schwarzschild est égal à la masse linéique de Planck normalisée.
Pour une particule de masse m donnée, la plus petite distance à laquelle une autre particule peut s'approcher est celle correspondant au rayon de Schwarzschild. De ce fait, la masse linéique de Planck normalisée représente le plus petit rayon possible pour une particule de masse {\displaystyle {M}}. Plus généralement, un système physique de masse {\displaystyle {M}} ne peut pas avoir une extension inférieure à cette limite. En effet, en deçà de cette limite, il devient non-distinguable d'un trou noir de Schwarzschild, et son rayon effectif est le rayon de Schwarzschild. Cela implique qu’une masse ne peut jamais être ponctuelle, et qu’il existe une distance d’approche (réelle) minimale, proportionnelle à la masse ; ou encore, que la masse linéique de Planck est une contrainte sur la taille minimale des systèmes physiques en fonction de leur masse.